# Яптокошуга
Яптокошуга (устар. Яптоко-Шуга) — река в Надымском районе Ямало-Ненецкого АО. Устье реки находится на 19-м км правого берега реки Шуга. Длина реки 32 км.
В 4 км от устья, по левому берегу реки впадает река Неротаяха.

## Данные водного реестра
По данным государственного водного реестра России относится к Нижнеобскому бассейновому округу, водохозяйственный участок реки — Обь от города Салехард и до устья, речной подбассейн реки — бассейны притоков Оби ниже впадения Северной Сосьвы. Речной бассейн реки — (Нижняя) Обь от впадения Иртыша.